# Gustave Huberdeau
Pour les articles homonymes, voir Huberdeau (homonymie).
Gustave Huberdeau (né le 10 mai 1874 à Paris 4e et mort le 31 mai 1945 à Brain-sur-l'Authion) est un baryton français.

## Biographie
Gustave Huberdeau connait une carrière prolifique en Europe et aux États-Unis au début du XXe siècle. Il joue notamment dans la première à Chicago de Gismonda d'Henry Février en 1919.
Dans les années 1930, il tourne quelques films pour le cinéma.

## Opéras
- Amadis  de Jules Massenet, Chef d'orchestre Léon Jehin  - le  1er avril 1922 : (Le Roi Raimbert)
- Gismonda d'Henry Février en 1919
- La rondine de Giacomo Puccini, Chef d'orchestre Gino Marinuzzi - le 27 mars 1917 : (Rambaldo Fernandez)
- La Passion  de Albert Dupuis, Chef d'orchestre Léon Jehin  - le 2 avril 1916 : (Cornelius)
- Fortunio  de André Messager, Chef d'orchestre (inconnu)  - le 5 juin 1907 : (Guillaume)
- Le Jongleur de Notre-Dame de Jules Massenet, Chef d'orchestre Léon Jehin  - le 18 février 1902 à Monte-Carlo : (Le moine sculpteur)
- Grisélidis  de Jules Massenet, Chef d'orchestre André Messager  - le 20 novembre 1901 à Paris : (Gondebaud)
- Cendrillon  Chef d'orchestre Alexandre Luigini  - le 24 mai 1899 : (Le Premier Ministre)

## Filmographie partielle
- 1931 : Ronny de Reinhold Schünzel et Roger Le Bon
- 1931 : Boule de gomme de Georges Lacombe
- 1931 : Mistigri de Harry Lachman
- 1932 : L'Affaire de la rue Mouffetard de Pierre Weill
- 1932 : La Dame de chez Maxim's d'Alexander Korda
- 1933 : Quatorze Juillet de René Clair (le patron du bistrot)
- 1934 : Les Nuits moscovites de Alexis Granowsky : (Le sergent)
- 1935 : Bonne chance ! de Sacha Guitry
- 1936 :  Tarass Boulba de Alexis Granowsky : (Un cosaque )
- 1937 : À Venise, une nuit de Christian-Jaque